# Chettisham
Chettisham is een dorp in het Engelse graafschap Cambridgeshire. Het dorp ligt in het district East Cambridgeshire en telt ca. 170 inwoners.